# Спилимберго
Спилимбѐрго (на италиански: Spilimbergo; на фриулски: Spilimberc, Спилимберк) е град и община в Северна Италия, провинция Порденоне, автономен регион Фриули-Венеция Джулия. Разположен е на 132 m надморска височина. Населението на общината е 12 300 души (към 2010 г.).